# Раматлхакване, Джером
Джеро́м Раматлхаква́не (англ. и тсвана Jerome Ramatlhakwane; 29 октября 1985) — ботсванский футболист, нападающий клуба «Орапа Юнайтед» и сборной Ботсваны.

## Карьера

### Клубная
Играл ранее за ботсванские команды «Могодитшане Файтерс» и «Мочуди Сентр Чифс», также выступал на Кипре за АПОП из Кинараса. С 2008 года играет в ЮАР, сначала выступал за «Сантос» из Кейптауна, а затем перешёл в «Васко да Гама» из того же города.

### В сборной
Играет в сборной с 2008 года. Провёл 12 игр и забил 6 мячей, 5 из которых гарантировали сборной Ботсваны попадание на Кубок африканских наций 2012.